# Enrique Del Solar Cáceda
Enrique Manuel del Solar Cáceda (Ica, Perú; 5 de noviembre de 1911-Miami, EE. UU., 1990), fue un biólogo marino peruano.

## Biografía
Hijo de Manuel Vicente del Solar Gavaz y de Griselda Cáceda Corrales. Creció en la hacienda familiar de San Jacinto en el área de Pisco, Ica, hasta que fue a Lima a realizar sus estudios primarios y secundarios en el antiguo Colegio Anglo-Americano (hoy Colegio San Andrés). 
En 1949 contrajo nupcias con Elena Grimanesa Miranda Pacheco con quien tuvo dos hijos: Enrique Luis y Manuel Alberto. 
Prestó servicios de asesor técnico para diferentes gobiernos en el área de la pesquería. Escribió diversos artículos para el diario El Comercio de Lima, Perú. Falleció en Miami en 1990 de un derrame cerebral y sus restos fueron llevados a Lima, Perú

## El Biólogo Marino
Optó el grado de Doctor en Ciencias Biológicas en la Universidad Nacional Mayor de San Marcos, donde fue docente y en 1974 se le honró con el título de Profesor Honorario, por su contribución especial al Museo de Historia Natural "Javier Prado". 
En 1938 y 1939, fue alumno irregular de especialización en el Instituto Imperial de Pesca en Tokio, Japón; para después prestar servicios en los Ministerios de Fomento del Perú y posteriormente, de Agricultura (1940 a 1945), colaborando en el desarrollo en las nacientes actividades de pesca, tecnología de los procesos, y piscicultura de la trucha.
En 1941, fue asesor de la primera misión norteamericana para la pesca, y en el año 1946 se incorporó a la industria pesquera privada, iniciando la construcción e instalación de fábricas de conservas y muchas plantas de reducción para harina de pescado, y aceite del mismo.
Fue asesor técnico y científico de la Sociedad Nacional de Pesquería, desde su fundación en 1951 hasta 1968. Ocupó la presidencia de dicha sociedad en 1960. Representó mancomunadamente al Perú en la mayoría de reuniones y conferencias internacionales, relacionadas con los recursos vivos del mar, y la pesca, hasta el año 1968. En 1963, fue delegado del Perú en el Congreso Mundial de la Alimentación en Washington D. C., Durante seis años fue Asesor Ad-honorem del Instituto del Mar del Perú, y más adelante, Presidente de la Comisión de Consulta del Ministerio de Pesquería del Perú. Asimismo, fue Asesor Científico del Museo de Historia Natural "Javier Prado", y profesor Visitante del Programa de Pesquería de la Universidad Nacional Agraria La Molina.
Asimismo, fue socio-fundador de la Envasadora Nacional del Norte en Chimbote la cual fundó con el Sr. Eliseo Pena-Montero y el Sr. Carlos Dogny Larco, se dedicaron a la elaboración de la harina de pescado y la Envasadora llegó a ser la fábrica más grande de Chimbote. Más adelante creó la Tecnológica de Alimentos S.A. fábrica dedicada a la harina de pescado y aceite ubicada en El Callao.

## Descubrimientos
En el año 1965 condujo la  
exploración con el arrastrero "Bettina", culminando en la localización de los grandes bancos de merluza, viviendo en el sublitoral inferior de la plataforma continental, hacia el norte del país en Huarmey. En junio de 1966, participó en el Crucero n.º 15 del R/V "Anton Bruun" de la Academia de Ciencias de los Estados Unidos, y en noviembre del mismo año, fue invitado a participar en la investigación del R/V "Kaiyo Maru", del Japón, en un crucero destinado principalmente a la evaluación del nuevo recurso merluza.

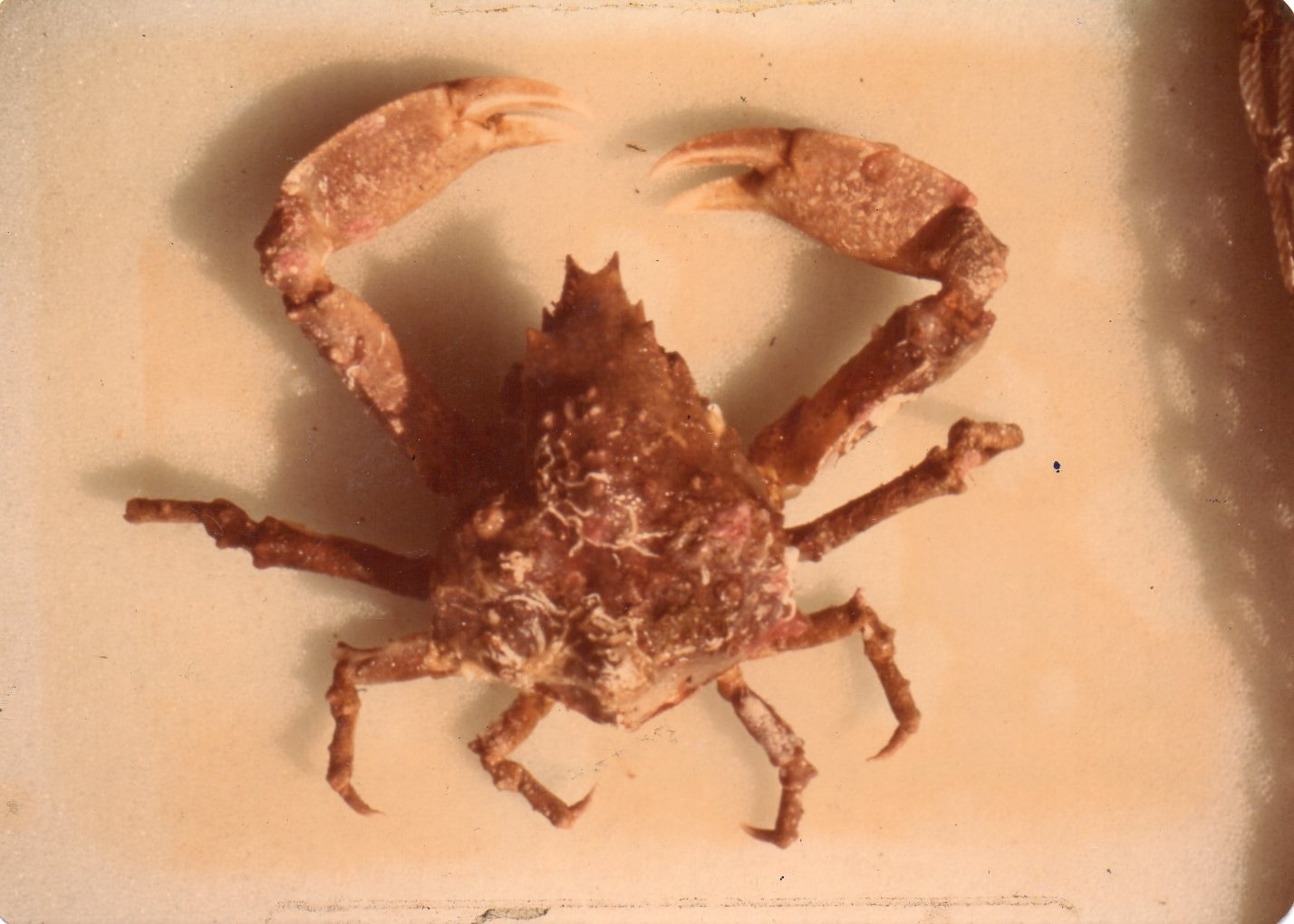
Delsolaria Enriquei (Garth)

En el año 1970, a bordo del BIC "SNP-1", del Instituto del Mar del Perú (IMARPE), y usando la rastra "delsolar", descubrieron la misteriosa gran comunidad abisobatial del Perú a 500 hasta 1,100 metros de profundidad, sobre el talúd continental. Comunidad integrada por numerosas especies nuevas para el Perú, y algunas para la ciencia mundial. Por deferencia de científicos peruanos del IMARPE y norteamericanos (University of Southern California y Smithsonian Institute, Dr. Garth), seis nuevas especies han sido dedicadas al Dr. del Solar, por ejemplo: delsolaria enriquei.
Comercialmente, los más importantes resultaron ser los "camarones rojos", y los "cangrejos gigantes" o lithodidos emparentados de la centolla de Chile y el "king crab" del Pacífico Norte. 

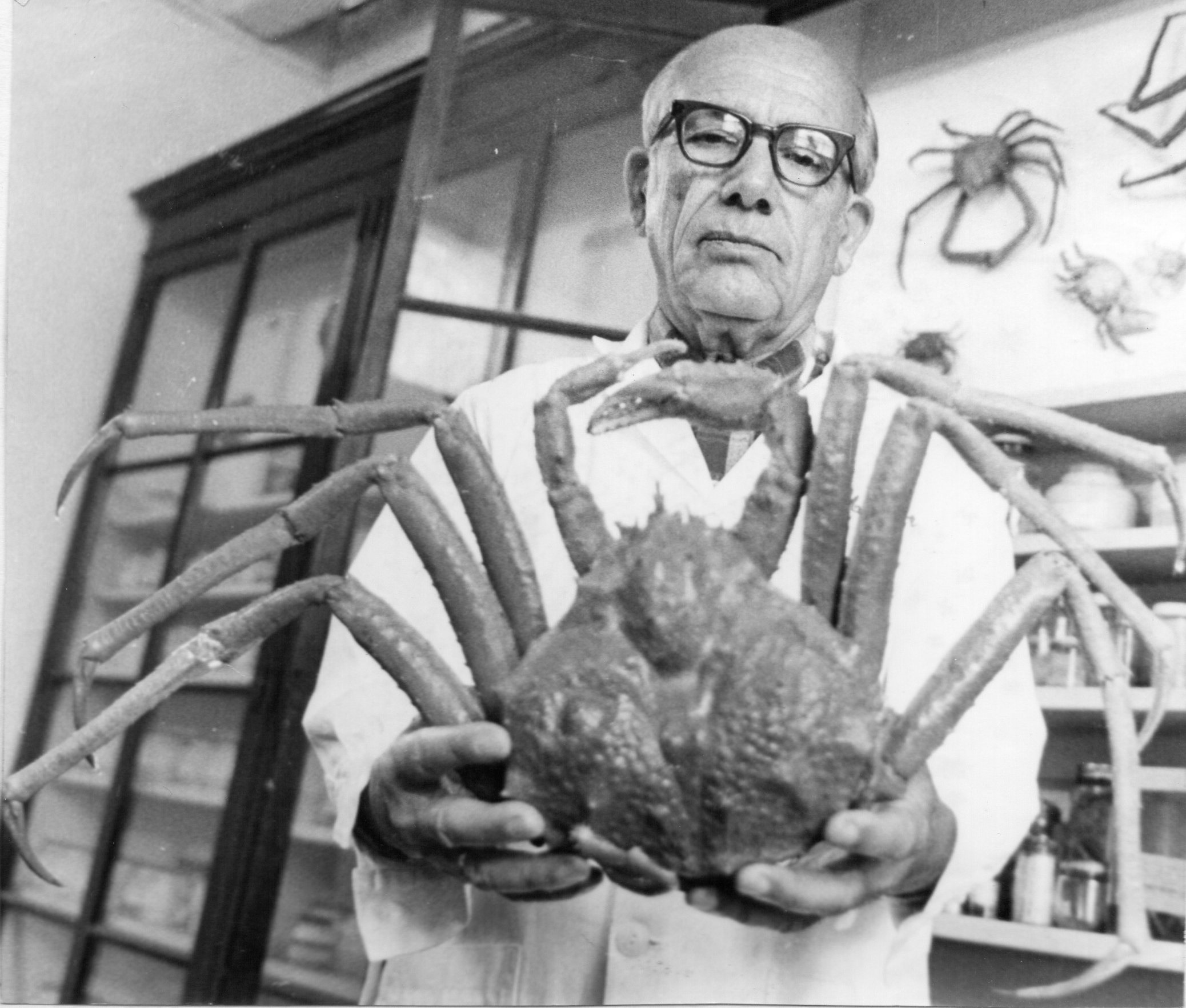

En la primera captura comercial con el arrastrero "Challwa Japic I" también participó, viendo salir desde los 800 metros de profundidad, tres toneladas de "camarones rojos" y varios "cangrejos gigantes".

## Condecoraciones
- Profesor Honorario de la Universidad Nacional Mayor de San Marcos.
- Diploma de la Asociación de Biólogos del Instituto del Mar del Perú (ABIMARPE) por su valioso aporte a la ciencia y al desarrollo pesquero del Perú.

## Publicaciones
- Exploración de las Áreas de Abundancia de la Merluza en la Costa Peruana a Bordo del "Bettina", Informe No. 8 IMARPE (1965)
- La Merluza (M. gayi) Como Indicador de la Riqueza Biótica de la Plataforma Continental del Perú, SOC. NAC. DE PESQUERIA DEL PERU (1968)
- Exploración Sobre Distribución de Langostinos y Otros Crustáceos de la Zona Norte. Inform. Esp. Cruceros SNP-1 7009 (agosto-septiembre de 1970) DEL SOLAR E. Y ALAMO V.
- Exploración de Crustáceos en Aguas Profundas Esp. Crucero SNP-1, 7011 Y 7107 DEL SOLAR E. Y VILCHEZ R. (1971)
- Exploración de Crustáceos en Aguas Profundas Crucero SNP-1, 7105 IMARPE Inf. Especial DEL SOLAR E. Y MISTAKIDIS M. (1971)
- Exploración de Crustáceos en Aguas Profundas del Sur del Perú. Crucero SNP-1, 7201. Informe Especial IMARPE DEL SOLAR E. Y FLORES L.A. (1972)
- Addenda al Catálogo de Crustáceos del Perú Informe N: 30 IMARPE, Callao, Perú (1972)
- Lithodidae, Nueva Familia de Cangrejos Gigantes en el Perú (1981)

- Datos: Q5833527